# Тимофей I
Тимофей I (греч. Τιμόθεος Α΄; умер 20 июля 385) — архиепископ Александрийский (380—385), святитель (день памяти — 13 февраля).
Был учеником святого Афанасия Великого и братом Петра II Александрийского, после которого был избран на Александрийскую кафедру в 380 году. О жизни его известно очень мало. Он был участником Второго Вселенского собора, проповедником единосущия Святой Троицы и защитником православного учения о Святом Духе. Святитель Тимофей преуспевал в борьбе с арианством и отличился благотворительностью. Он построил в Александрии множество храмов и обратил в православие немало ариан.
Вследствие его учености разные епископы обращались к нему за разъяснением недоуменных вопросов. 18 его ответов на вопросы о причащении и о нравственной чистоте вторым правилом Шестого Вселенского собора приобрели каноническую силу.
Сохранилось его письмо к Диодору Тарсийскому. Святителю Тимофею приписывают также «Жития честных монахов» — свод житий преподобных святых. В армянском переводе V века сохранились составленное им житие святого Афанасия Великого и два слова о Пресвятой Деве.